# Округ Атока (Оклахома)
Атока (енгл. Atoka County) је округ у америчкој савезној држави Оклахома.

## Демографија
По попису из 2010. године број становника је 14.182, што је 303 (2,2%) становника више него 2000. године.
| Група             | 2000.          | 2010.          |
| Белци             | 10.464 (75,4%) | 10.318 (72,8%) |
| Афроамериканци    | 814 (5,9%)     | 529 (3,7%)     |
| Азијати           | 32 (0,2%)      | 55 (0,4%)      |
| Хиспаноамериканци | 196 (1,4%)     | 409 (2,9%)     |
| Укупно            | 13.879         | 14.182         |